# Philip Adolph Schirmer
Philip Adolph Schirmer, född troligen 1755, var en tysk-svensk keramiker och verkmästare.
Schirmer efterträdde 1784 Henrik Sten som ledare av produktionen vid Mariebergs porslinsfabrik och drev den fram till brukets nedläggande 1788. Han var därefter en tid verkmästare vid Rörstrands porslinsfabrik innan han 1802 kom till Löfnäs fajansbruk som verkmästare. Ett flertal föremål som han signerat finns bevarade i olika samlingar. 